# Martin Ward
Martin Joseph Ward (* 13. Juli 1991 in Leeds) ist ein englischer Profiboxer im Superfedergewicht.

## Amateurkarriere
Martin Ward trainierte als Amateur in den Clubs Dagenham und Repton. Er gewann Gold bei den EU-Meisterschaften der Kadetten 2007 in Italien, sowie jeweils Bronze bei den Kadetten-Europameisterschaften 2007 in Ungarn und den Kadetten-Weltmeisterschaften 2007 in Aserbaidschan. 2009 gewann er die Goldmedaille im Federgewicht bei den Jugend-Europameisterschaften in Polen.
Bei den Erwachsenen wurde er 2010 Englischer Meister, erreichte das Viertelfinale bei den Europameisterschaften 2011 in der Türkei und schied bei den Weltmeisterschaften 2011 in Aserbaidschan in der zweiten Vorrunde knapp mit 20:21 gegen den späteren Olympiasieger Robson Conceição aus.

## Profikarriere
Im August 2012 unterzeichnete er einen Profivertrag beim britischen Promoter Eddie Hearn von Matchroom und gewann sein Debüt am 8. September desselben Jahres. Trainiert wird er von Tony Sims.
Nach zehn Siegen und zwei Unentschieden gewann er am 11. April 2015 durch Aufgabe seines Gegners Maxi Hughes den Titel WBC International, welchen er gegen Sergio Blanco, Mario Pisanti und Ruddy Encarnacion verteidigen konnte.
Am 10. September 2016 gewann er den Britischen Meistertitel (BBBofC) durch einen TKO-Sieg gegen Andy Townend und verteidigte den Titel anschließend gegen Ronnie Clark, Maxi Hughes und Anthony Cacace, wodurch er auch mit dem Lonsdale Belt ausgezeichnet wurde.
Am 13. Dezember 2017 gewann er durch einen K.o.-Sieg gegen den Spanier Juli Giner den Europameistertitel (EBU), welchen er jedoch am 5. Mai 2018 durch eine TKO-Niederlage an James Tennyson verlor. Am 30. November 2018 gewann er erneut den Titel WBC International durch einen Punktsieg gegen Devis Boschiero.
Am 29. Mai 2021 verlor er durch TKO in Runde 8 gegen den Südafrikaner Azinga Fuzile.